# Rio Camaquã
O rio Camaquã, tido por muitos historiadores como Camacuã, é um rio brasileiro do estado do Rio Grande do Sul. Possui cerca de 430 quilômetros de extensão e tem sua vazão junto a Lagoa dos Patos que, por sua vez, deságua no Oceano Atlântico.
O rio atravessa 26 cidades: Amaral Ferrador, Arambaré, Arroio do Padre, Bagé, Barão do Triunfo, Barra do Ribeiro, Caçapava do Sul, Camaquã, Canguçu, Cerro Grande do Sul, Chuvisca, Cristal, Dom Feliciano, Dom Pedrito, Encruzilhada do Sul, Hulha Negra, Lavras do Sul, Pelotas, Pinheiro Machado, Piratini, Santana da Boa Vista, São Jerônimo, São Lourenço do Sul, Sentinela do Sul, Tapes e Turuçu.

## História
Em 1827, nas margens do rio, foi travada a batalha de Camaquã, na qual o exército argentino derrotou as tropas imperiais brasileiras.

## Etimologia
Camaquã é um nome de origem tupi-guarani, e significa "rio da serra com forma de seios". Outra interpretação popularmente aceita para significado da palavra Camaquã provem de yacuã: "rio ligeiro".